# 구미 선산읍 금동여래입상
구미 선산읍 금동여래입상( 金銅如來立像)은 경상북도 구미시 선산읍에서 출토한, 남북국 시대 신라의 금동 여래 입상이다. 1976년 4월 23일 대한민국의 국보 제182호로 지정되었다.

## 개요
1976년 경상북도 선산군 고아면 봉한 2동 뒷산에서 공사를 하던 중 금동관음보살입상 2구(국보 제183, 184호)와 함께 출토되었다. 전하는 이야기에 따르면 이 불상들은 발견되기 70여 년전에 어느 농부에 의하여 부근 대밭골이라는 곳에서 발견되었다가, 몇년 뒤 현재의 장소에 다시 묻었던 것이라고 한다. 현재는 왼손과 왼발 일부가 없어지고, 얼굴과 가슴에 약간의 녹이 있으나 도금 상태는 좋은 편이다.
머리에는 작은 소라 모양의 머리칼을 붙여 놓았으며, 그 위에는 상투 모양의 머리(육계)가 큼직하게 자리잡고 있다. 양감 있는 얼굴은 원만하며, 예리한 선으로 눈·코·입을 표현하였다. 옷은 양 어깨에 걸쳐 입고 있는데, 몸에 달라 붙어서 신체의 굴곡을 그대로 드러내고 있다. 옷자락은 배부분에서 평행한 U자형의 주름을 이루고, 다리 부분에서 좌우로 갈라져 대칭을 이루면서 발목까지 드리워졌다. 손은 오른손을 들어 손바닥이 앞을 향하도록 하고 있으며 왼손은 손끝이 땅을 향하게 하여 역시 손바닥을 보이고 있다.
몸의 형태나 세부 표현이 부드럽고 단순하며, 옷주름이 정리되어서 단정한 인상을 주고 있는 이 불상은 통일신라시대 불상의 생동하는 모습을 잘 보여주고 있다. 하지만 다소 경직된 자세와 고졸한 미소가 남아 있는 얼굴, 우전왕식의 착의 법, 뒷면에 작은 틀잡이 구멍이 있는 중공식 주조법 등에서 7세기 후반에서 8세기 초반에 조성된 작품으로 추정된다.

## 사진

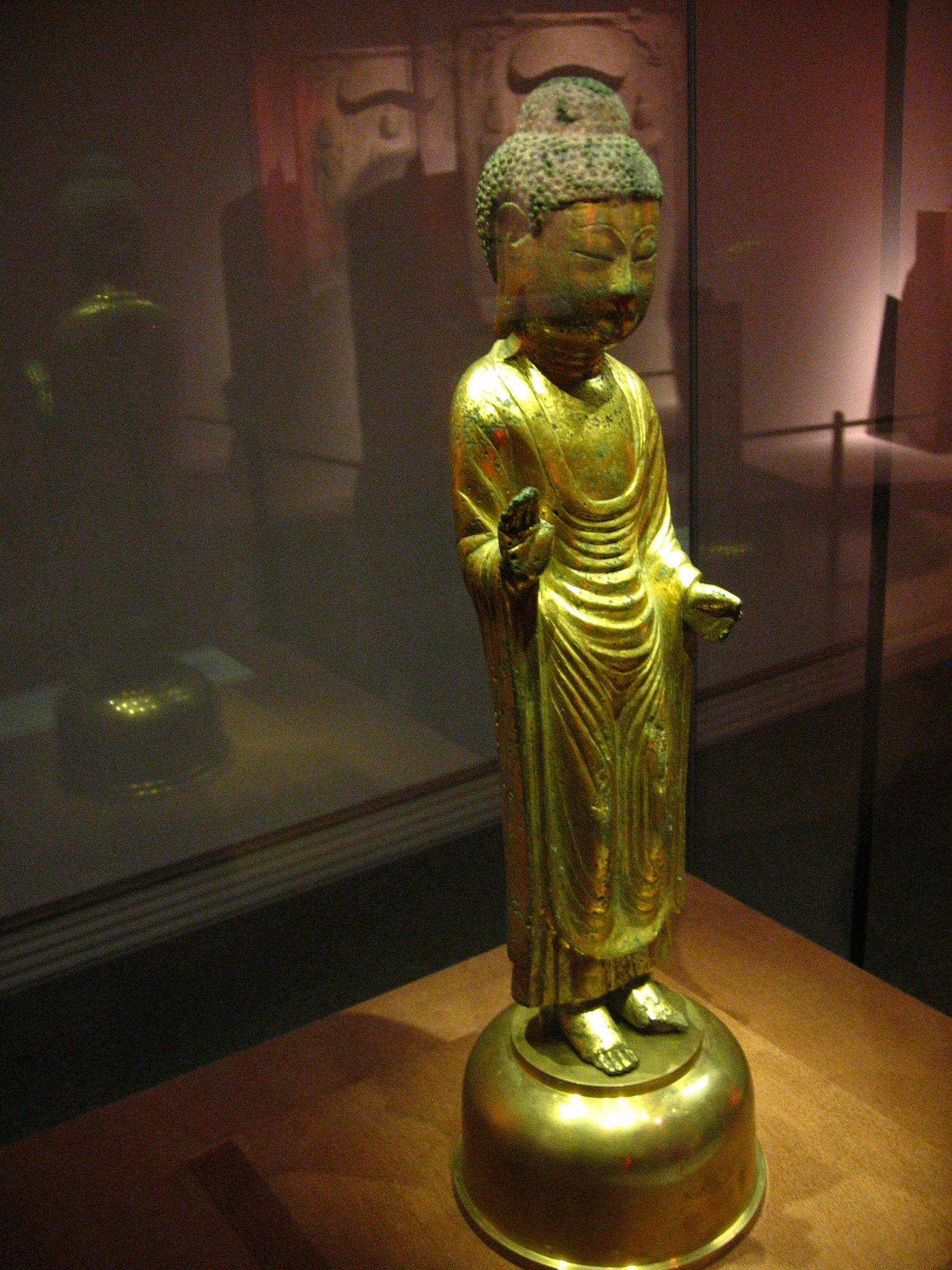

## 같이 보기
- 구미 선산읍 금동보살입상 (국보 제183호)
- 구미 선산읍 금동보살입상 (국보 제184호)

## 참고 자료
- 구미 선산읍 금동여래입상 - 국가유산청 국가유산포털